# Hjälplös i mig själv, låt mig få vila
Hjälplös i mig själv, låt mig få vila är en svensk psalm med tre verser skriven 1880 av Lina Sandell. Musiken är från Ahnfelts sånger 1868.

## Publicerad i
- Svenska Missionsförbundets sångbok (1951) nr 220, under rubriken "Troslivet - Syndabekännelse och överlåtelse".[1]

### Fotnoter
1. 1 2   Sånger och psalmer musik och text : för enskilt och offentligt bruk. Stockholm: Missionsförb. 1951. Libris 3387612